# 丹波恒夫
丹波 恒夫（たんば つねお、 1881年 - 1971年11月15日）は、日本の実業家、浮世絵収集家。横浜で貿易商を営み、丹波商会を創設して日本の貿易振興に貢献したほか、浮世絵収集家として国際的に知られ、寄贈した作品は「丹波コレクション」として神奈川県立歴史博物館に所蔵されている。連合軍総司令部（GHQ）繊維部顧問、日本浮世絵協会理事、横浜文化賞受賞。

## 人物・経歴
山形県新片町（現・酒田市幸町）に生まれる。
1901年（明治34年）立教学院東京英語専修学校（現・立教大学）に入学。その後中退し、日露戦争に出兵。
その後、郷里の山形に戻り、酒田郵便局や新庄中学校などに勤務する。
1907年（明治40年）に米国に留学し、英語や経済学などを学び、後に百貨店に勤めて、欧米の絹布・雑貨などの研究を進め、日本の絹織物市場調査を行う。
この米国にいた20代後半の頃に、浮世絵に目覚めることになるが、ボストンで浮世絵を多数所蔵する美術館に通い続けて、独特の美術を観る眼を養った。
6年に渡る米国滞在の後、1913年（大正2年）に帰国すると、同年、横浜の大和商会に入社し、数回にわたって世界各国を訪問して市場調査を行う。
1924年（大正13年）、独立して横浜に丹波商会を設立し、日本の輸出貿易の振興に貢献していく。
太平洋戦争では空襲により社屋を失う被害にあうが、戦後になると、連合軍総司令部（GHQ）繊維部顧問などを務める傍ら、会社を再建し、豊富な学識経験を活かして、戦後における日本の貿易の再興に尽力した。
1958年（昭和33年）、第7回横浜文化賞（昭和33年度）を受賞（分野：文化）する。
日本浮世絵協会（第3次）創立以来、理事を勤めたほか、藤山愛一郎（第81-82代外務大臣）の後援会会長や、母校である立教大学同窓会（現・校友会）の顧問を務めた。
90歳となった高齢でも丹波商会の社長を現役で務め、社会福祉の方面でも貢献した。

## 丹波コレクション
浮世絵コレクターとしても名高く、若い頃から浮世絵の国外散逸を憂えて、長年にわたり作品の収集を行った。後に約6千点の収集した全作品を神奈川県立歴史博物館に寄贈し、「丹波コレクション」として所蔵されている。
丹波コレクションの浮世絵では広重の作品がよく知られており、初代・2代・3代に約2千点に及び、広重の丹波としても国際的に知られている。
その他にも初期浮世絵から明治期の浮世絵にいたるまで、さまざまな年代、作者、様式の作品が幅広く揃っている。
また、関東大震災で横浜が壊滅的な被害を受けたあと、震災前の横浜の姿を知るには浮世絵しかないとの思いから、収集を始めたともいわれ、丹波は横浜浮世絵の名づけ親にもなっている。
神奈川県内の美術志向や美術普及の土壌を形成していく上で、丹波が果たした役割は大きく、薫陶を受けた人々によって美についての視点や思考が今日まで継承されている。
丹波は藤山愛一郎の後援会会長を務めていたことから、1958年（昭和33年）当時、藤山の秘書だった斎藤文夫（後に第74代神奈川県議会議長、参議院議員）と知り合い、斎藤は丹波から浮世絵の手ほどき受けて、作品の収集を進めた。その後、斎藤も著名なコレクターとなり、川崎・砂子の里資料館を開館し、次いで川崎浮世絵ギャラリーにおいて「斎藤文夫コレクション」として川崎市に無償貸与された収集作品が展示されている。

## 主な著書
- 『横浜浮世絵』朝日新聞社 昭和37年
- 『広重一代』朝日新聞社 昭和40年
- 『錦絵に見る明治天皇と明治時代』朝日新聞社 昭和41年
- 『明治のおもかげ -明治をつくった人々の書蹟-』 丹波コレクション刊行会編刊 昭和46年